# Pycnonotidae
Famille

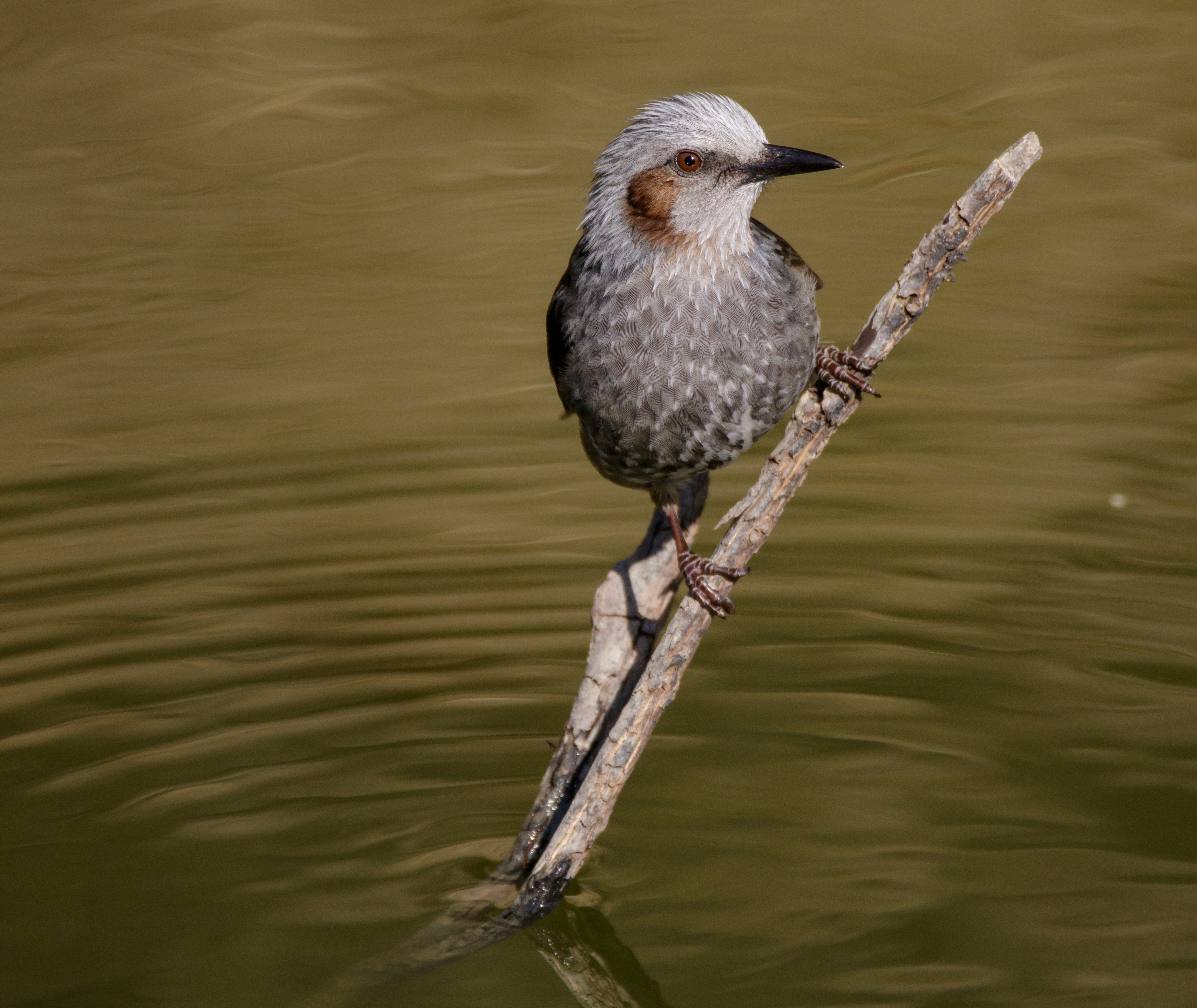
Un bulbul dans le parc de Tennoji à Osaka.

Les Pycnonotidae (ou pycnonotidés en français) sont une famille de passereaux constituée de 27 genres et de plus de 150 espèces de bulbuls. Ces espèces sont réparties de l'écozone afrotropicale à l'écozone indomalaise et à l'écozone australasienne.

## Biologie
La taille des bulbuls varie de celle du moineau à celle de la grive.

## Écologie
On rencontre ces oiseaux en Asie, de la Syrie au Japon en passant par l'Inde, l'Asie du Sud-Est et la Chine. Ils peuplent également l'Arabie et l'Afrique jusqu'à Madagascar et les îles avoisinantes. Ils ont aussi été introduits dans le sud-est de l'Australie ainsi qu'en Floride.

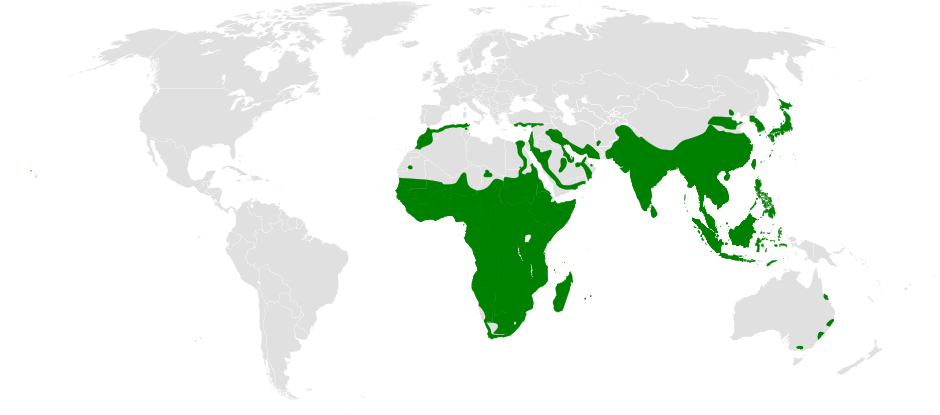
Répartition des pycnonotidés (bulbuls)

## Liste alphabétique des genres
D'après la classification de référence du Congrès ornithologique international (version 15.1, 2025) :
- Acritillas (1 espèce)
- Alcurus (1 espèce)
- Alophoixus (8 espèces)
- Andropadus (1 espèce)
- Arizelocichla (11 espèces)
- Atimastillas (2 espèces)
- Baeopogon (2 espèces)
- Bleda (5 espèces)
- Brachypodius (4 espèces)
- Calyptocichla (1 espèce)
- Chlorocichla (5 espèces)
- Criniger (5 espèces)
- Euptilotus (1 espèce)
- Eurillas (5 espèces)
- Hemixos (3 espèces)
- Hypsipetes (26 espèces)
- Iole (7 espèces)
- Ixodia (3 espèces)
- Ixonotus (1 espèce)
- Ixos (5 espèces)
- Microtarsus (1 espèce)
- Neolestes (1 espèce)
- Nok (1 espèce)
- Phyllastrephus (21 espèces)
- Poliolophus (1 espèce)
- Pycnonotus (31 espèces)
- Setornis (1 espèce)
- Spizixos (2 espèces)
- Stelgidillas (1 espèce)
- Thescelocichla (1 espèce)
- Tricholestes (1 espèce)

## Liste des espèces
D'après la classification de référence du Congrès ornithologique international (version 8.2, 2018) (ordre phylogénique) :